# Im Krug zum grünen Kranze

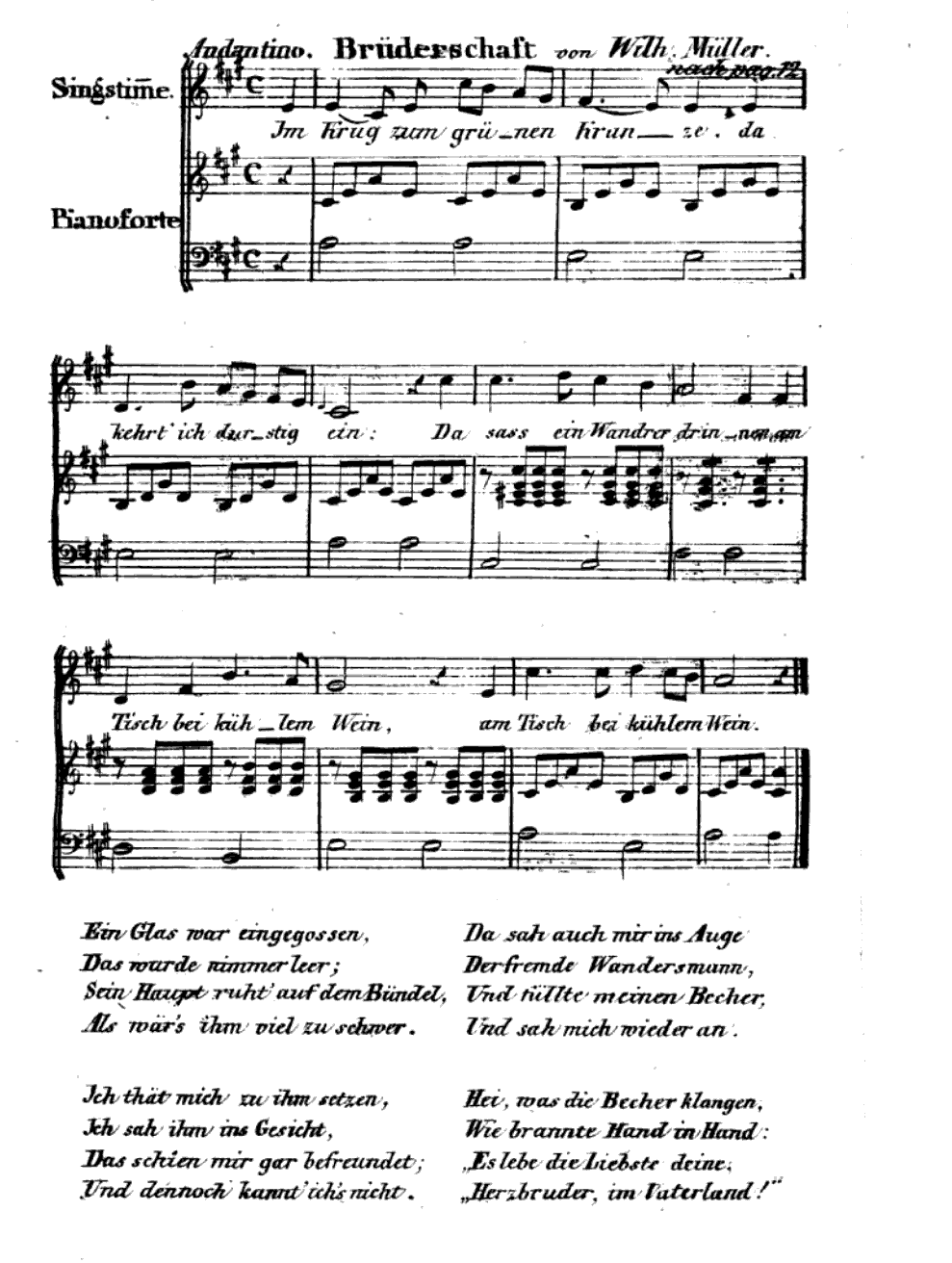
Im Krug zum grünen Kranze, Druckfassung 1830

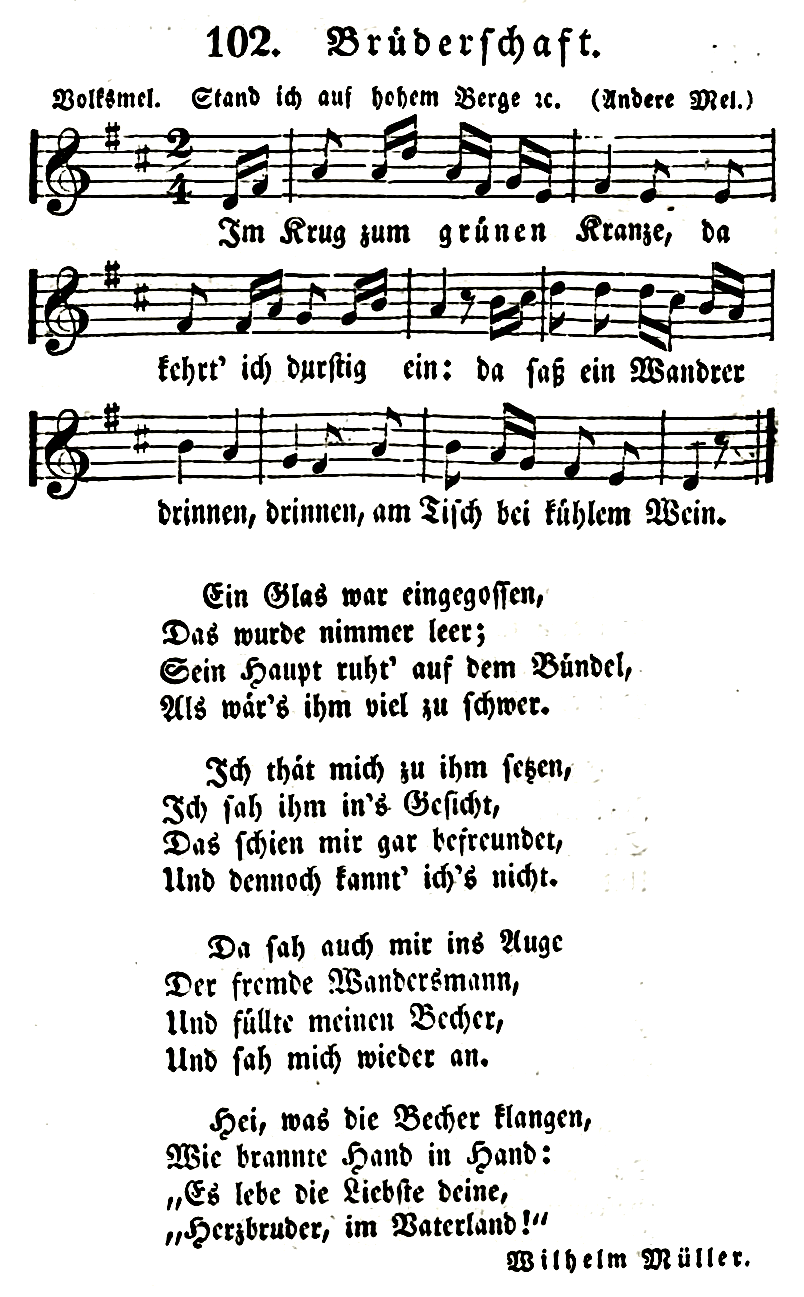
Im Krug zum grünen Kranze, Druckfassung 1833

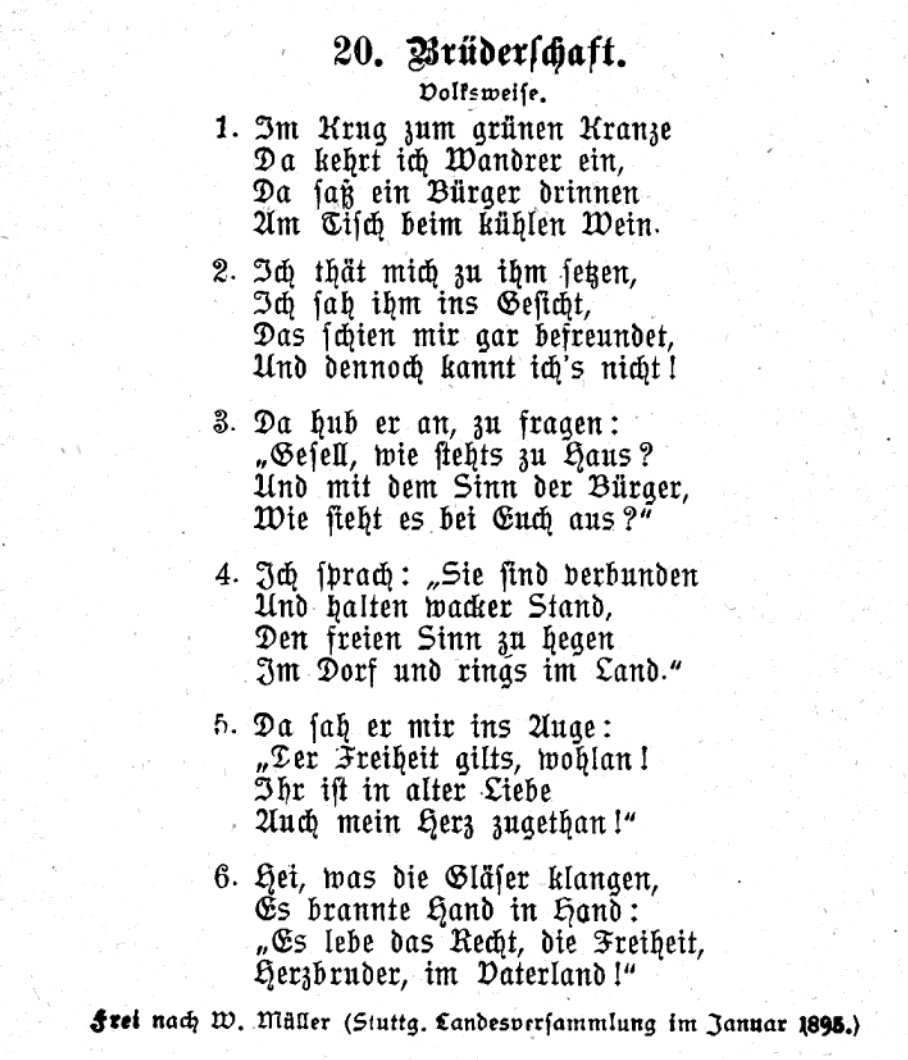
Demokratische Parodie, 1895

Im Krug zum grünen Kranze oder Brüderschaft ist ein deutsches Volkslied.
Das im Rahmen der Gedichtsammlung Sieben und siebzig Gedichte aus den hinterlassenen Papieren eines reisenden Waldhornisten von Wilhelm Müller im Jahr 1821 veröffentlichte Gedicht Brüderschaft, das seit 1833 nach der Melodie des älteren Ich stand auf hohem Berge gesungen wird, entstand im gleichnamigen Wirtshaus in Halle (Saale) zur Zeit der Romantik. Zu dieser Zeit trug das Gedicht den Titel Brüderschaft.

## Text und Melodie
| Brüderschaft (W. Müller, 1821) Im Krug zum grünen Kranze Da kehrt’ ich durstig ein: Da saß ein Wandrer drinnen Am Tisch bei kühlem Wein. Ein Glas war eingegossen, Das wurde nimmer leer; Sein Haupt ruht’ auf dem Bündel, Als wär’s ihm viel zu schwer. Ich thät mich zu ihm setzen, Ich sah ihm ins Gesicht, Das schien mir gar befreundet, Und dennoch kannt’ ich’s nicht. Da sah auch mir ins Auge Der fremde Wandersmann, Und füllte meinen Becher, Und sah mich wieder an. Hei, was die Becher klangen, Wie brannte Hand in Hand: „Es lebe die Liebste deine, Herzbruder, im Vaterland!“ | Brüderschaft (Stuttgart, 1895) Im Krug zum grünen Kranze Da kehrt’ ich Wandrer ein: Da saß ein Bürger drinnen Am Tisch beim kühlen Wein. Ich thät mich zu ihm setzen, Ich sah ihm ins Gesicht, Das schien mir gar befreundet, Und dennoch kannt’ ich’s nicht. Da hub er an, zu fragen: „Gesell, wie steht’s zu Haus? Und mit dem Sinn der Bürger, Wie sieht es bei Euch aus?“ Ich sprach: „Sie sind verbunden Und halten wacker Stand, Den freien Sinn zu hegen Im Dorf und rings im Land.“ Da sah er mir ins Auge: „Der Freiheit gilt’s, wohlan! Ihr ist in alter Liebe Auch mein Herz zugethan!“ Hei, was die Gläser klangen, Es brannte Hand in Hand: „Es lebe das Recht, die Freiheit, Herzbruder, im Vaterland!“ |  |

Die heute bekannteste, in nur geringfügigen Abweichungen von unterschiedlichen Interpreten gesungene Melodie lautet (nach Schmeckenbecher/Friz 1978):
Die 1833 im Liederbuch für deutsche Künstler und später in zahlreichen Ausgaben des Commersbuches erschienene Melodie lautet:

## Geschichte der Melodie
Version A
1830 veröffentlichte Franz Kugler eine bis heute wenig verbreitet gebliebene Vertonung von Im Krug zum grünen Kranze in seinem „Skizzenbuch“, einer Anthologie u. a. mit selbstverfassten Gedichten und Liedern. Unklar bleibt bei dieser Version der Komponist. Vermutungen lassen Franz Kugler selbst als Komponisten zu.
Version B
1833 erschien im Liederbuch für deutsche Künstler (Herausgeber Robert Reinick und Franz Kugler) die im 19. Jahrhundert am meisten verbreitete, der heute gesungenen ähnliche Melodie.

## Hintergrund
Wilhelm Müller traf sich im Vorfeld seiner Eheschließung mit Adelheid von Basedow am 21. Mai 1821 mit ihrem Bruder Carl von Basedow im Krug zum grünen Kranze in Halle, um ihn um Erlaubnis für die Heirat zu bitten. Basedow war zu früh erschienen und genoss während der Wartezeit die Annehmlichkeiten des Wirtshauses und den romantischen Blick zur Burgruine Giebichenstein.
Vermutlich in Folge des reichlichen Weinverzehrs nach erfolgreicher Dissertation an der Universität Halle schlief der später (1840) durch seine Beschreibung der Krankheit Morbus Basedow berühmt gewordene Arzt, als Wilhelm Müller im „Krug“ eintraf. Müller erkannte ihn zuerst nicht, jedoch wurde ihm anhand der Ähnlichkeit Basedows mit seiner Schwester klar, wer da auf ihn wartend eingeschlafen war. Zur Erinnerung an diese Begegnung verfasste Müller das vorliegende Gedicht.

## Politischer Gehalt und demokratische Parodie von 1895
Nach Einschätzung von Horst Dieter Schlosser handelt es sich bei Im Krug zum grünen Kranze „nur scheinbar um ein Wanderlied“. Wilhelm Müller schrieb das Gedicht 1821 in einer Zeit der Restauration unter Klemens Metternich (Metternichsches System), als sich die „politisch entmündigten Bürger“ in oft harmlos wirkende Zirkel zurückzogen. Laut Schlosser kamen hier, „wenn auch getarnt, die freiheitlichen Ambitionen zum Ausdruck“. Die beiden Wanderer lassen hiernach schon durch ihren Blickkontakt ihre Gemeinsamkeit erkennen, was insbesondere im letzten Vers „Herzbruder im Vaterland“ zum Ausdruck kommt.
Nach dem Fall der 1878 erlassenen Sozialistengesetze im Jahre 1890 entstand eine Parodie des Liedes, in der die demokratische Gesinnung der beiden sich begegnenden Wanderer offen geäußert wird. Das Lied wurde im Januar 1895 auf der Stuttgarter Landesversammlung gesungen und erschien 1895 im Demokratischen Liederbuch zum Gebrauch der Volksvereine. Das Folk-Duo Zupfgeigenhansel griff diesen Text wieder auf, veröffentlichte ihn 1978 in seinem Liederbuch Es wollt ein Bauer früh aufstehn und machte ihn in den 1970er und 1980er Jahren durch seine Auftritte mit der inzwischen etablierten Melodie des Liedes bekannt.

## DerKrug zum grünen Kranzeam Saaleufer in Halle

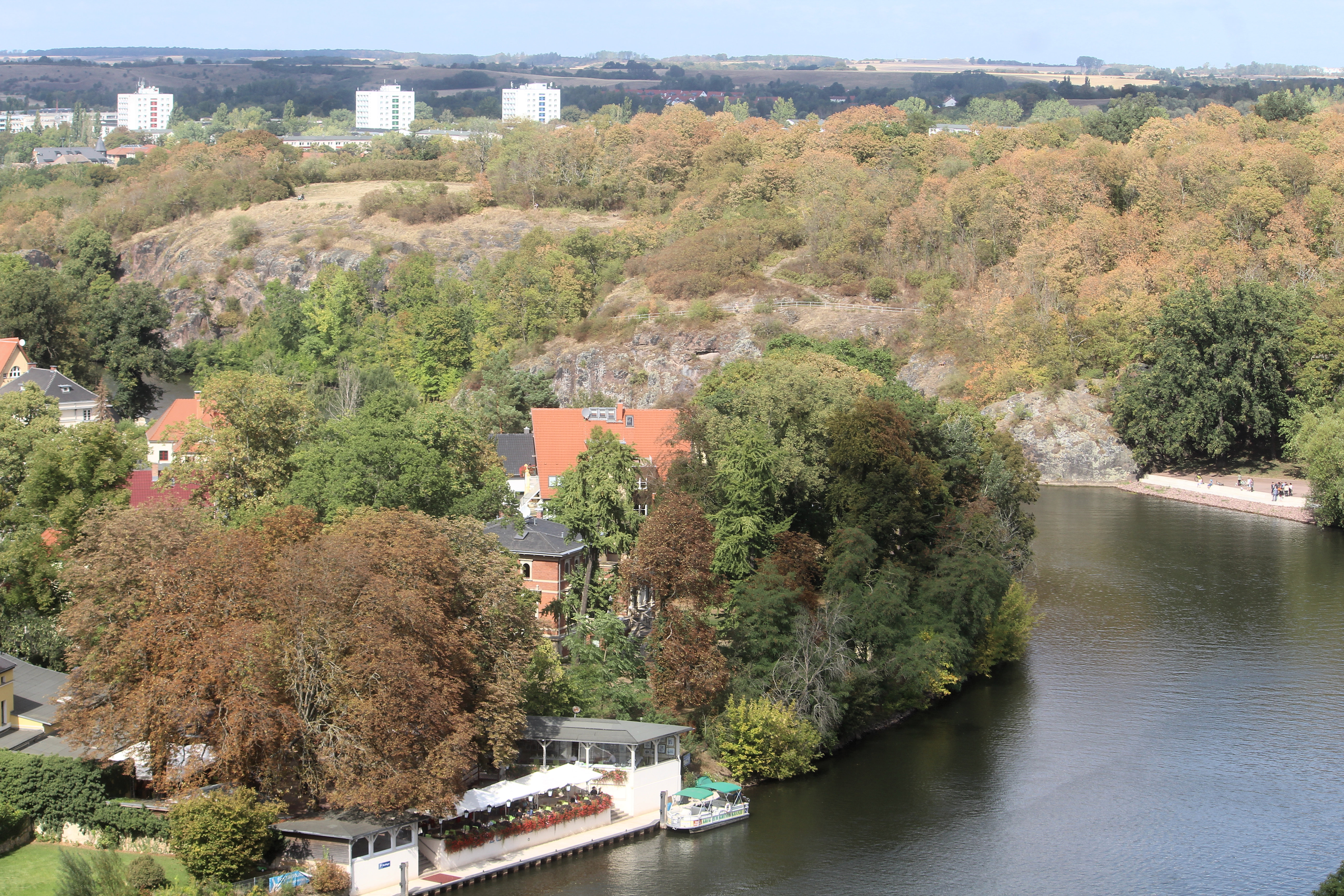
Blick von der Burg Giebichenstein zum Krug zum Grünen Kranze

Bis heute gibt es am Saaleufer in Halle gegenüber der Burg Giebichenstein eine Gaststätte mit dem Namen Krug zum grünen Kranze. Hier sollen neben Wilhelm Müller auch die Brüder Grimm sowie Joseph von Eichendorff während seines Jurastudiums in Halle eingekehrt sein. Wilhelm Müller soll hier auch Das Wandern ist des Müllers Lust verfasst haben. Im 20. Jahrhundert gehörte die Gaststätte Jahrzehnte lang der Familie Hermann, nach Unterbrechung während des Zweiten Weltkriegs auch wieder in den Jahren nach 1948. Zu DDR-Zeiten war der Krug zum grünen Kranze eine HO-Gaststätte, aus der in den Jahren von 1983 bis 1991 die Fernsehsendung Im Krug zum grünen Kranze übertragen wurde. 1978/1979 wurde die Gaststätte grundlegend umgestaltet.